# Collegio elettorale di Verbania (Senato della Repubblica)
Il collegio di Verbania fu un collegio elettorale uninominale della Repubblica Italiana appartenente alla Circoscrizione Piemonte; fu utilizzato per eleggere un senatore della Repubblica nella XII, XIII e XIV legislatura.
Venne istituito nel 1993 con la cosiddetta Legge Mattarella (Legge n. 276, Norme per l'elezione del Senato della Repubblica), attuata in seguito al referendum abrogativo del 1993. La legge istituì per la Camera dei deputati e per il Senato della Repubblica un sistema di elezione misto, in parte maggioritario e in parte proporzionale. Il 75% dei parlamentari dell'assemblea veniva eletto in collegi uninominali tramite sistema maggioritario a turno unico; il restante 25% al Senato veniva eletto tramite recupero proporzionale dei più votati non eletti attraverso un meccanismo di calcolo denominato scorporo, cioè sottraendo dal conteggio dei voti totali di una lista nella parte proporzionale i voti ottenuti dai candidati collegati alla medesima lista che erano eletti nei collegi uninominali con il sistema maggioritario.
Il collegio venne abolito insieme a tutti gli altri che costituivano il Senato con la promulgazione della legge elettorale successiva, la cosiddetta Legge Calderoli. Questa prevedeva un sistema proporzionale con premio di maggioranza, che al Senato veniva attribuito a livello regionale.

## Territorio
Il collegio di Verbania era uno dei 17 collegi uninominali in cui era suddiviso il Piemonte; come previsto dal D.Lgs. del 20 dicembre 1993 n. 535, era compreso nelle province del Verbano-Cusio-Ossola e di Novara e comprendeva i seguenti comuni: Ameno, Antrona Schieranco, Anzola d'Ossola, Arizzano, Armeno, Arola, Arona, Aurano, Baceno, Bannio Anzino, Baveno, Bee, Belgirate, Beura-Cardezza, Boca, Bognanco, Bolzano Novarese, Borgomanero, Briga Novarese, Brovello-Carpugnino, Calasca-Castiglione, Cambiasca, Cannero Riviera, Cannobio, Caprezzo, Casale Corte Cerro, Cavaglio-Spoccia, Cavallirio, Ceppo Morelli, Cesara, Colazza, Cossogno, Craveggia, Crevoladossola, Crodo, Cureggio, Cursolo-Orasso, Domodossola, Dormelletto, Druogno, Falmenta, Formazza, Gargallo, Germagno, Ghiffa, Gignese, Gozzano, Gravellona Toce, Grignasco, Gurro, Intragna, Invorio, Lesa, Loreglia, Macugnaga, Madonna del Sasso, Maggiora, Malesco, Masera, Massino Visconti, Massiola, Meina, Mergozzo, Miasino, Miazzina, Montecrestese, Montescheno, Nebbiuno, Nonio, Oggebbio, Oleggio Castello, Omegna, Ornavasso, Orta San Giulio, Pallanzeno, Paruzzaro, Pella, Pettenasco, Piedimulera, Pieve Vergonte, Pisano, Pogno, Prato Sesia, Premeno, Premia, Premosello-Chiovenda, Quarna Sopra, Quarna Sotto, Re, Romagnano Sesia, San Bernardino Verbano, San Maurizio d'Opaglio, Santa Maria Maggiore, Seppiana, Soriso, Stresa, Toceno, Trarego Viggiona, Trasquera, Trontano, Valstrona, Vanzone con San Carlo, Varzo, Verbania, Viganella, Vignone, Villadossola, Villette e Vogogna.

## Eletti
| Elezione | Elezione | Senatore       | Partito                  |
| -------- | -------- | -------------- | ------------------------ |
|          | 1994     | Marco Preioni  | Polo delle Libertà (LN)  |
|          | 1996     | Luigi Manfredi | Polo per le Libertà (FI) |
|          | 2001     | Luigi Manfredi | Casa delle Libertà (FI)  |

## Dati elettorali

### XII legislatura
|                               | Marco Preioni ✔️ Eletto | Polo delle Libertà         | 70 539  | 44,11 |  |  |  |  |  |
|                               | Alberto Buzio           | Progressisti               | 36 190  | 22,63 |  |  |  |  |  |
|                               | Vittorio Beltrami       | Patto per l'Italia         | 23 238  | 14,53 |  |  |  |  |  |
|                               | Roberto Rebecchi        | Alleanza Nazionale         | 13 380  | 8,37  |  |  |  |  |  |
|                               | Sergio Brandani         | Lista Pannella-Riformatori | 5 753   | 3,60  |  |  |  |  |  |
|                               | Assunta Gala            | Partito Pensionati         | 3 782   | 2,36  |  |  |  |  |  |
|                               | Maria Angiola Roveda    | Verdi Verdi                | 3 733   | 2,33  |  |  |  |  |  |
|                               | Romano Martinetti       | Lega per il Piemonte       | 2 979   | 1,86  |  |  |  |  |  |
|                               | Leonardo Russo          | Rinnovamento               | 325     | 0,20  |  |  |  |  |  |
| Totale                        | Totale                  | Totale                     | 159 919 | 100   |  |  |  |  |  |
|                               |                         |                            |         |       |  |  |  |  |  |
| Voti non validi               | Voti non validi         | Voti non validi            | 11 722  | 6,83  |  |  |  |  |  |
| Votanti                       | Votanti                 | Votanti                    | 171 641 | 87,55 |  |  |  |  |  |
| Elettori                      | Elettori                | Elettori                   | 196 050 |       |  |  |  |  |  |
|                               |                         |                            |         |       |  |  |  |  |  |
| Data: 27-28 marzo 1994        |                         |                            |         |       |  |  |  |  |  |
| Fonte: Ministero dell'interno |                         |                            |         |       |  |  |  |  |  |

### XIII legislatura
|                               | Luigi Manfredi ✔️ Eletto    | Polo per le Libertà       | 56 824  | 36,02 |  |  |  |  |  |
|                               | Pier Luigi Bidinost         | L'Ulivo                   | 52 690  | 33,40 |  |  |  |  |  |
|                               | Marco Preioni ✔️ Eletto     | Lega Nord                 | 38 007  | 24,09 |  |  |  |  |  |
|                               | Gabriele Gian Maria Garzoli | Partito Pensionati        | 2 838   | 1,80  |  |  |  |  |  |
|                               | Maria Cunegonda Zaffino     | Verdi Verdi               | 2 583   | 1,64  |  |  |  |  |  |
|                               | Giancarlo Bertolini         | Mani Pulite               | 2 448   | 1,55  |  |  |  |  |  |
|                               | Dario Ferrari               | Socialista                | 1 530   | 0,97  |  |  |  |  |  |
|                               | Claudia Callerio            | Piemonte Nazione d'Europa | 835     | 0,53  |  |  |  |  |  |
| Totale                        | Totale                      | Totale                    | 157 755 | 100   |  |  |  |  |  |
|                               |                             |                           |         |       |  |  |  |  |  |
| Voti non validi               | Voti non validi             | Voti non validi           | 10 489  | 6,23  |  |  |  |  |  |
| Votanti                       | Votanti                     | Votanti                   | 168 244 | 84,25 |  |  |  |  |  |
| Elettori                      | Elettori                    | Elettori                  | 199 699 |       |  |  |  |  |  |
|                               |                             |                           |         |       |  |  |  |  |  |
| Data: 21 aprile 1996          |                             |                           |         |       |  |  |  |  |  |
| Fonte: Ministero dell'interno |                             |                           |         |       |  |  |  |  |  |

### XIV legislatura
|                               | Luigi Manfredi ✔️ Eletto | Casa delle Libertà                   | 76 612  | 48,12 |  |  |  |  |  |
|                               | Francesco Fornara        | L'Ulivo                              | 54 601  | 34,29 |  |  |  |  |  |
|                               | Carluccio Alberganti     | Partito della Rifondazione Comunista | 7 631   | 4,79  |  |  |  |  |  |
|                               | Giovanni Rubini          | Va' Pensiero Padania                 | 4 664   | 2,93  |  |  |  |  |  |
|                               | Sergio Brandani          | Lista Pannella-Bonino                | 3 809   | 2,39  |  |  |  |  |  |
|                               | Luigi Carlo Brusa        | Lista Di Pietro                      | 3 650   | 2,29  |  |  |  |  |  |
|                               | Adriano Rebecchi         | Verdi Verdi                          | 3 244   | 2,04  |  |  |  |  |  |
|                               | Mario Ventrella          | Democrazia Europea                   | 2 727   | 1,71  |  |  |  |  |  |
|                               | Maria Caterina De Sio    | Fiamma Tricolore                     | 2 277   | 1,43  |  |  |  |  |  |
| Totale                        | Totale                   | Totale                               | 159 215 | 100   |  |  |  |  |  |
|                               |                          |                                      |         |       |  |  |  |  |  |
| Voti non validi               | Voti non validi          | Voti non validi                      | 10 071  | 5,95  |  |  |  |  |  |
| Votanti                       | Votanti                  | Votanti                              | 169 286 | 81,90 |  |  |  |  |  |
| Elettori                      | Elettori                 | Elettori                             | 206 693 |       |  |  |  |  |  |
|                               |                          |                                      |         |       |  |  |  |  |  |
| Data: 13 maggio 2001          |                          |                                      |         |       |  |  |  |  |  |
| Fonte: Ministero dell'interno |                          |                                      |         |       |  |  |  |  |  |